# Muntiacus rooseveltorum
Muntiacus rooseveltorum — вид парнокопитних ссавців родини оленеві (Cervidae). Вид зустрічається в горах Чионг Сон на межі Лаосу та В'єтнаму. Вид виявлений вперше в 1929 році експедицією Теодора та Керміта Рузвельта на честь яких він і названий. У 2014 році автоматична фотокамера зняла дві особини виду в заповіднику Суан Лянь у В'єтнамі.